# 68-as busz (Miskolc)
A miskolci 68-as buszjárat az Újgyőri főtér és Bükkszentlászló kapcsolatát látja el. A viszonylatot a Miskolc Városi Közlekedési Zrt. üzemelteti.

## Története
1982. május 23. óta közlekedik (Bükkszentlászlót az előző évben csatolták a városhoz), járatnyitás óta ezen az útvonalon.
A két állomás közti távot 20 perc alatt teszi meg.
Azon miskolci buszjáratok egyike, amely szabályosan nem, hanem tolatással tud megfordulni a kicsi buszforduló miatt.

## Útvonala
| Újgyőri főtér – Bükkszentlászló | Bükkszentlászló – Újgyőri főtér |
| --- | --- |
| - Újgyőri főtér - Első utca - Harmadik utca - Fürdő utca - Gózon Lajos utca - Mexikóvölgy utca - Bükkszentlászló, Fő utca - Bükkszentlászló | - Bükkszentlászló - Bükkszentlászló, Fő utca - Mexikóvölgy utca - Gózon Lajos utca - Fürdő utca - Harmadik utca - Első utca - Újgyőri főtér |

## Megállóhelyei
| 0  | Újgyőri főtér            | 19 | 1, 6, 9, 16, 19, 21, 29, 39, 54, 101B 1, 1A, 2 |
| 3  | Vasgyár                  | 17 | 9, 19, 21, 29, 39, 101B 2                      |
| 4  | Vasgyári temető          | 15 | 9, 19, 21, 29, 39, 101B                        |
| 5  | Bolyai Farkas utca       | 14 | 9, 21, 101B                                    |
| 7  | Tatárdomb                | 12 | 9, 21, 101B                                    |
| 8  | Salakbánya               | 10 |                                                |
| 10 | Mészkőbánya              | 9  |                                                |
| 13 | Bükkszentlászló elágazás | 6  |                                                |
| 15 | Bükkszentlászló alsó     | 4  |                                                |
| 17 | Önkormányzat             | 2  |                                                |
| 20 | Bükkszentlászló          | 0  |                                                |